# Distrito electoral de Wood River (Nebraska)
Wood River (en inglés: Wood River Precinct) es un distrito electoral ubicado en el condado de Dawson en el estado estadounidense de Nebraska. En el Censo de 2010 tenía una población de 459 habitantes y una densidad poblacional de 1,29 personas por km².

## Geografía
Wood River se encuentra ubicado en las coordenadas 40°56′50″N 99°31′17″O / 40.94722, -99.52139. Según la Oficina del Censo de los Estados Unidos, Wood River tiene una superficie total de 354.73 km², de la cual 354.68 km² corresponden a tierra firme y (0.01%) 0.04 km² es agua.

## Demografía
Según el censo de 2010, había 459 personas residiendo en Wood River. La densidad de población era de 1,29 hab./km². De los 459 habitantes, Wood River estaba compuesto por el 94.34% blancos, el 0% eran afroamericanos, el 1.53% eran amerindios, el 0.22% eran asiáticos, el 0% eran isleños del Pacífico, el 2.4% eran de otras razas y el 1.53% pertenecían a dos o más razas. Del total de la población el 3.27% eran hispanos o latinos de cualquier raza.